# Parotia helenae
El ave del paraíso de Helena (Parotia helenae) es una especie de ave paseriforme de la familia Paradisaeidae. Su nombre conmemora a la princesa Elena Augusta Victoria, la tercera hija de la reina Victoria del Reino Unido.
El macho es polígamo y realiza un baile de cortejo espectacular en el suelo del bosque. La puesta se compone de uno u ocasionalmente dos huevos; un huevo analizado media 38.4 x 27.8 mm (Mackay 1990). Se alimenta principalmente de frutos, semillas y artrópodos.
Es una especie común en la limitada zona donde habita, y ha sido considerada una especie bajo preocupación menor por la UICN.

## Descripción
Es un ave mediana, mide unos 27 cm de largo. Por su apariencia se asemeja al Parotia lawesii, del cual a veces ha sido considerado una subespecie. Las principales diferencias son la cresta frontal del macho y las plumas dorsales de color que posee la hembra. El macho posee un escudo en el pecho dorado iridiscente, plumas negras largas, tres alambres eréctiles en la cabeza detrás de sus ojos cuyos iris son azules y plumas nasales color marrón dorado. La hembra es más pequeña que el macho, con plumaje color marrón y moteado negro en sus partes inferiores.

## Distribución y hábitat
El ave del paraíso de Elena es endémica de Papúa Nueva Guinea. Habita en los bosques montanos en la parte sureste de la isla de Nueva Guinea.